# Cytheroma
Cytheroma är ett släkte av kräftdjur som beskrevs av G. W. Müller 1894. Cytheroma ingår i familjen Cytheromatidae.
Släktet innehåller bara arten Cytheroma latiantennata. Cytheroma är enda släktet i familjen Cytheromatidae.